# Tilapia cessiana
Tilapia cessiana is een straalvinnige vissensoort uit de familie van de cichliden (Cichlidae). De wetenschappelijke naam van de soort is voor het eerst geldig gepubliceerd in 1968 door Thys van den Audenaerde.